# Ed Hugus
Ed Hugus, né le 30 juin 1923 à Pittsburgh et mort le 29 juin 2006 à Pebble Beach (Californie) en Californie, et un pilote automobile américain. 
Spécialisé dans les courses d'endurance, il est au cœur d'une controverse historique quant à sa participation aux 24 Heures du Mans 1965 au volant de la voiture victorieuse.

## Biographie
À l'issue de la Seconde Guerre mondiale, dans laquelle il a servi au sein de la 11e Division aéroportée de l'armée américaine, Ed Hugus devient concessionnaire pour diverses marques automobiles à Pittsburgh en Pennsylvanie. À partir de 1952, il se lance dans la compétition et se spécialise dans les épreuves d'endurance. Il devient ainsi un habitué des 24 Heures du Mans et remporte notamment une victoire de catégorie (8e place au général) avec Carel Godin de Beaufort au volant d'une Porsche en 1957. En 1958 et en 1960, sur Ferrari, il termine à la 7e place du général. Officiellement, il s'agit de ses meilleurs résultats dans la Sarthe. 
La dernière apparition d'Hugus aux 24 heures du Mans a lieu lors de l'édition 1965. Cette année-là, il doit piloter une des Ferrari du North American Racing Team de Luigi Chinetti mais quelques jours avant la course, le NART doit annuler l'inscription de sa voiture et Chinetti l'inscrit en tant que pilote de réserve sur la Ferrari 250LM pilotée par Jochen Rindt et Masten Gregory, qui remporteront la course. Jusqu'à la fin de sa vie, Hugus n'aura de cesse de clamer qu'il a lui aussi participé à ce succès en pilotant la voiture victorieuse pendant deux heures durant la nuit lorsque Gregory, gêné par le brouillard (il portait d'épaisses lunettes de vue) avait voulu céder son volant à Rindt, lequel s'était avéré introuvable. La prise de relais d'Hugus n'aurait pas été attestée par les commissaires et Luigi Chinetti se serait bien gardé de la signaler. Cette omission volontaire de Chinetti s'expliquerait par le règlement d'époque qui prévoyait que lorsque le pilote de réserve prenait le volant, l'un des deux titulaires n'avait plus le droit de piloter. Or, Gregory et Rindt ayant chacun repris le volant dans les dernières heures de course, admettre la participation d'Hugus aurait conduit à la disqualification de la voiture victorieuse. Privé de podium, Hugus ne figure pas non plus au classement officiel de l'épreuve.

## Résultats aux 24 Heures du Mans
| Année | Voiture                    | Équipe                     | Équipiers               | Résultat |
| ----- | -------------------------- | -------------------------- | ----------------------- | -------- |
| 1956  | Cooper T39-Coventry Climax | Cooper Car Company         | John Bentley            | 8e       |
| 1957  | Porsche 550A RS            | Ed Hugus                   | Carel Godin de Beaufort | 8e       |
| 1958  | Ferrari 250 TR             | Ed Hugus                   | Ray Erickson            | 7e       |
| 1959  | Porsche 718 RSK            | Ed Hugus                   | Ray Erickson            | Abandon  |
| 1960  | Ferrari 250 GT             | North American Racing Team | Augie Pabst             | 7e       |
| 1961  | O.S.C.A. Sport 1000        | North American Racing Team | David Cunningham        | Abandon  |
| 1962  | Ferrari 250 GT             | SpA Ferrari SEFAC          | George Reed             | 9e       |
| 1963  | AC Cobra Coupé-Ford        | Ed Hugus                   | Peter Jopp              | Abandon  |
| 1964  | Ferrari 250 GTO            | North American Racing Team | José Rosinski           | Abandon  |